# ميريام جليزر تعاسة
ميريام جليزر تعاسة (بالعبرية: מרים גלזר - תעסה) (مواليد 11 أغسطس 1929) سياسية إسرائيلية سابقة شغلت منصب عضو في الكنيست عن حزب الليكود بين عامي 1981 و 1988 ونائبا لوزير التربية والتعليم والثقافة من عام 1981 حتى عام 1984.